# آندژی فدوروویچ
آندژی فدوروویچ (انگلیسی: Andrzej Fedorowicz؛ زادهٔ ۲۱ ژانویهٔ ۱۹۴۲) بازیگر اهل لهستان است.
از فیلم‌ها یا برنامه‌های تلویزیونی که وی در آن نقش داشته‌است، می‌توان به وقتی منو بگیری باهام چکار می‌کنی؟، اجاره‌نشین‌ها، تدی خرسه، خیابان فرعی ۴ و در خوشی و سختی اشاره کرد.